# Osterfeld (Oberhausen)

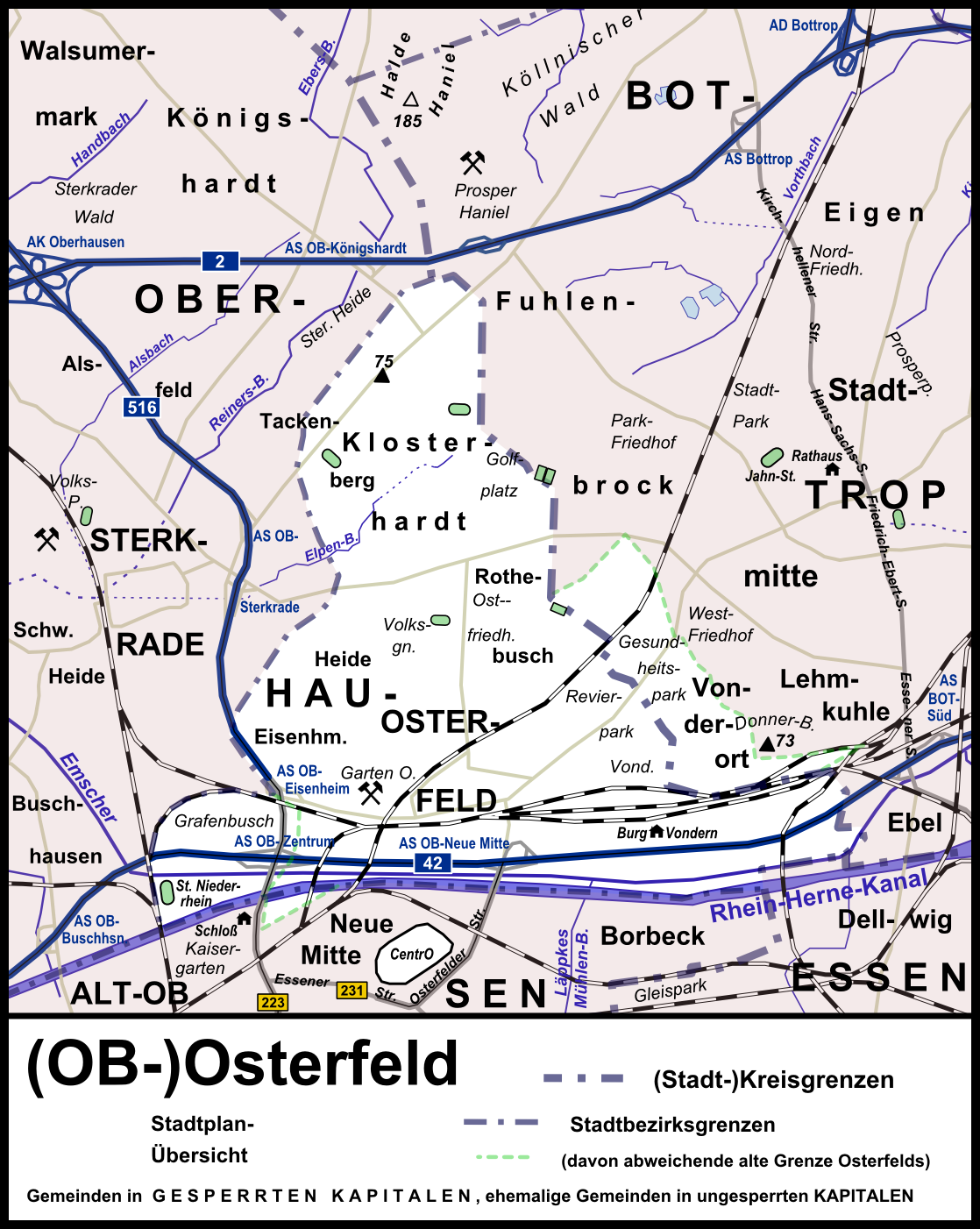
Detailkarte Osterfelds

Osterfeld ist seit 1929 ein Stadtbezirk von Oberhausen, der sich in die Stadtteile Klosterhardt, Osterfeld-Heide (mit Stemmersberg und Eisenheim), Osterfeld-Mitte, Rothebusch, Tackenberg (Ost) und Osterfeld-Süd/Vondern gliedert. Er grenzt im Norden und im Osten an die kreisfreie Stadt Bottrop, im Süden an den Stadtbezirk Alt-Oberhausen (wobei die Emscher die Grenze markiert) und im Westen an den Stadtbezirk Sterkrade. Mit einer Fläche von rund 11 km² und einer Einwohnerzahl von knapp 40.000 ist es jeweils der kleinste der drei Oberhausener Stadtbezirke.

## Geschichte
Ein Ort namens Osteruelde wurde erstmals im Jahr 1047 erwähnt. Der Ort blieb bis ins 19. Jahrhundert hinein eine Bauerschaft aus Einzelhöfen ohne überregionale Verkehrsanbindung. Über die Ausdehnung des Ortes vor 1800 ist wenig bekannt, es ist für diese Zeit von einer dünnen Besiedelung auszugehen.
Erst im Zuge der Industrialisierung wuchs Osterfeld rasch über seinen alten Ortskern hinaus, der sich um die erstmals im Jahr 1146 erwähnte Kirche St. Pankratius gruppierte. Nachdem bereits im 18. Jahrhundert die Eisenverhüttung im Osterfelder Raum mit der St.-Antony-Hütte begonnen hatte, folgte im 19. Jahrhundert der Kohlebergbau, es entstanden die Zeche Osterfeld, die Zeche Vondern und die Zeche Jacobi. Kokereien und weitere Veredelungsbetriebe kamen hinzu. Zur Unterbringung der neu hinzugezogenen Arbeiter wurden zahlreiche Werkssiedlungen errichtet; die Bevölkerung stieg zwischen 1837 und 1906 von 694 auf 23.700 Einwohner an. Über die Hälfte der Osterfelder Bevölkerung lebte inzwischen in den nördlichen Stadtteilen, während der alte Ortskern zunehmend in eine „südliche Randlage“ geriet.
Das lange Zeit dem Vest Recklinghausen zugehörige Osterfeld kam 1811 unter Napoléon Bonaparte an das Großherzogtum Berg und wurde innerhalb der bergischen Verwaltung, die nach dem französischen Munizipalsystem organisiert war, der Mairie Bottrop zugeschlagen. 1815 kam Osterfeld zu Preußen (Provinz Westfalen) und gehörte nun zur Bürgermeisterei Bottrop (ab 1845: Amt Bottrop) im Landkreis Recklinghausen, Regierungsbezirk Münster. Am 1. Juli 1891 wurde es aus dem Amt Bottrop herausgelöst und selbst zum Amt erhoben. Am 17. Juni 1921 erhielt Osterfeld das Stadtrecht. Nachdem es die Marke von 30.000 Einwohnern überschritten hatte, schied es gemäß der Westfälischen Provinzialordnung am 1. Januar 1922 auch aus dem Landkreis Recklinghausen aus und wurde selbständiger Stadtkreis. Am 1. August 1929 wurde Osterfeld im Rahmen der großen Gebietsreform des rheinisch-westfälischen Industriegebiets mit Sterkrade und (Alt-)Oberhausen zum neuen Stadtkreis Oberhausen im Rheinland vereinigt. Dabei wurde der östliche Teil Vonderorts an die Nachbarstadt Bottrop abgetreten.

## Kultur und Sehenswürdigkeiten

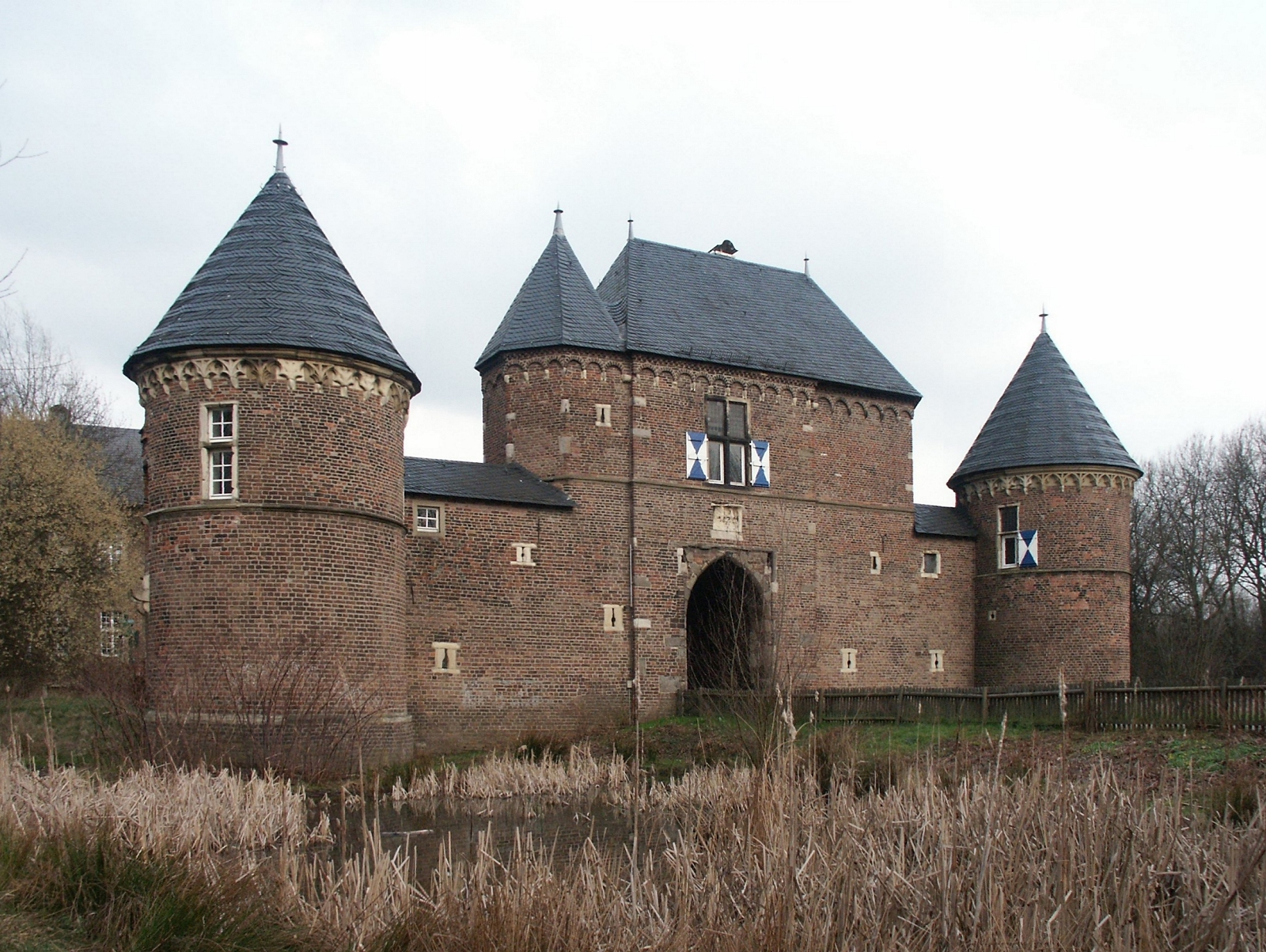
Vorburg der Burg Vondern, Blick von Westen (2005)

Im Stadtteil Vonderort steht die Burg Vondern, deren Ursprünge auf das 12. Jahrhundert zurückgehen. Unweit davon, ebenfalls im Stadtteil Vonderort, befindet sich die alte, mittlerweile teilweise sanierte und restaurierte Arbeitersiedlung der Zeche Vondern.
Im Stadtteil Osterfeld-Heide liegt die Siedlung Eisenheim, die als älteste Arbeitersiedlung des Ruhrgebietes gilt.
Im ehemaligen Waschhaus der Siedlung befindet sich das Museum Eisenheim.
Im Stadtteil Klosterhardt befindet sich das ehemalige Kontorhaus der St.-Antony-Hütte, die – 1757/1758 gegründet – als Wiege der Stahlindustrie im Ruhrgebiet gilt. Das Haus beherbergte lange Zeit das Firmenarchiv der Gutehoffnungshütte, heute MAN-GHH. Seit einigen Jahren ist es als Museum St.Antony.Hütte ein Bestandteil des LVR-Industriemuseum Oberhausen.
Auf dem Gelände der alten Zeche Osterfeld befindet sich das heutige Gelände der Landesgartenschau 1999, der OLGA-Park, wo jährlich das Musikfestival Olgas Rock stattfindet. Weit über die Grenzen der Stadt ist der Revierpark Vonderort bekannt. Weitere Naherholungsangebote bieten der Antoniepark mit dem Grünzug Elpenbach, der Volksgarten Osterfeld und der Volksgolfplatz auf dem ehemaligen Gelände der Zeche Jacobi.
- St. Pankratius (Oberhausen-Osterfeld)

## Schienenverkehr

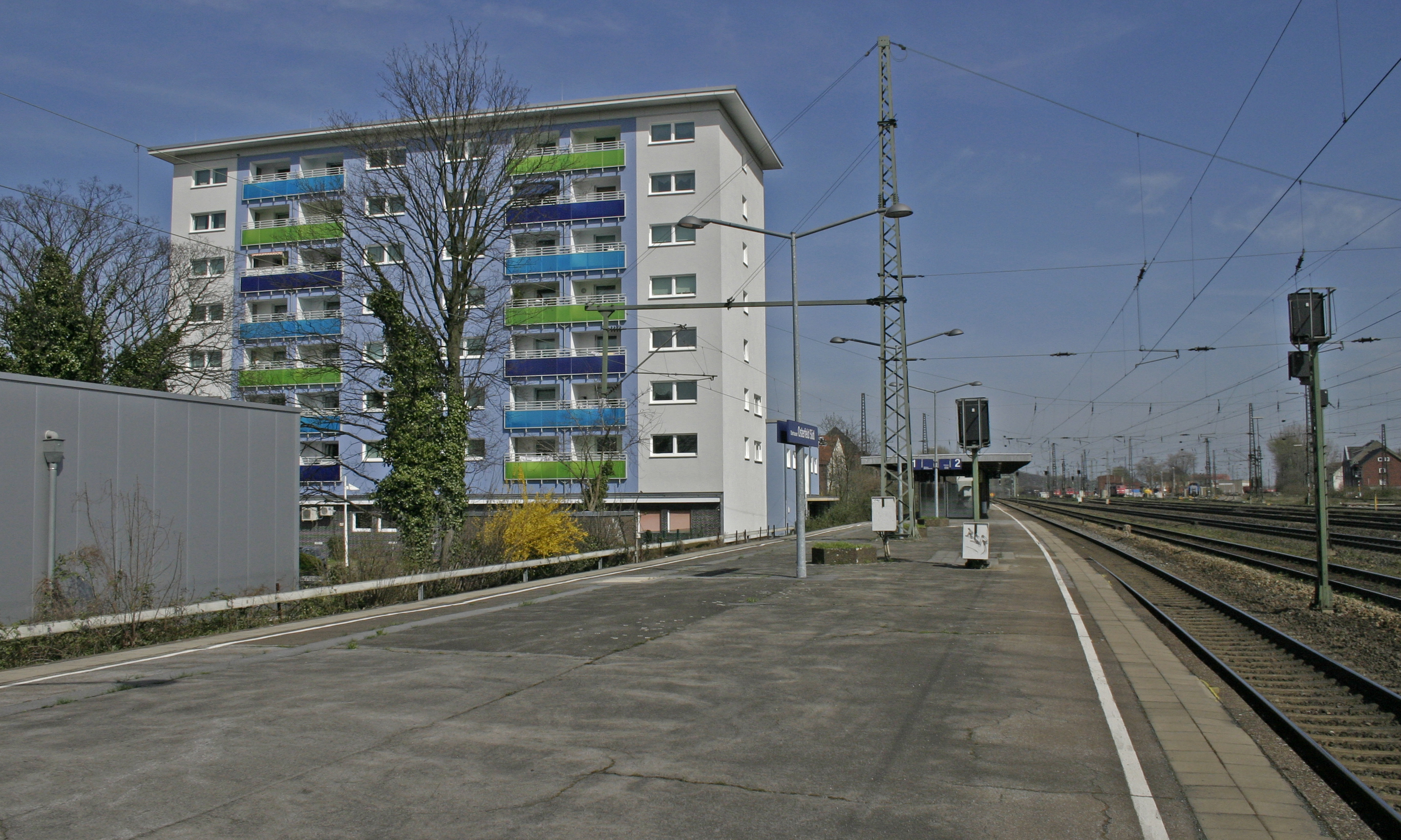
Personenbahnhof Oberhausen-Osterfeld Süd, 2015

In Osterfeld gab es in der Blütezeit der Eisenbahn Bahnhöfe von vier verschiedenen Eisenbahngesellschaften:
- Als erste erreichte die Köln-Mindener Eisenbahn-Gesellschaft 1873 beim Bau ihrer Bahnstrecke Duisburg-Ruhrort–Dortmund (genannt „Emschertalbahn“) Osterfeld und errichtete den Bahnhof Osterfeld CME, der heutige Bahnhof Oberhausen-Osterfeld. Es besteht aktuell eine Direktverbindung mit dem RE 44 Fossa-Emscher-Express nach Bottrop Hbf und Moers über Oberhausen Hbf und Duisburg Hbf.
- 1879 errichtete die Rheinische Eisenbahn-Gesellschaft ihren Bahnhof Osterfeld RhE, heute Oberhausen-Osterfeld Nord, in dem ihre Bahnstrecke von Mülheim-Heißen in die zeitgleich errichtete Bahnstrecke Duisburg–Quakenbrück mündete.
- Ebenfalls 1879 eröffnete die Königlich-Westfälische Eisenbahn-Gesellschaft ihre Bahnstrecke Welver–Sterkrade (ebenfalls „Emschertalbahn“ genannt). Der Westfälische Bahnhof war bis zur Fertigstellung des letzten Teilstücks nach Sterkrade ein Jahr später Endpunkt der Strecke, die man heute noch vage auf Luftbildern erkennen kann, der Bahnhof hingegen wurde komplett abgerissen, auf seiner Fläche neue Wohngebäude gebaut. Heute erinnert nur noch die Westfälische Straße an den ehemaligen Bahnhof.
- 1880 schließlich stieß mit der Bergisch-Märkischen Eisenbahn-Gesellschaft die letzte der vier großen Eisenbahn-Gesellschaften hinzu, ihr Bahnhof an der Bahnstrecke Bochum–Essen/Oberhausen lag im Bereich des heutigen Rangierbahnhofs, an ihn erinnert nur noch die Märkische Straße.

Nachdem die Preußische Staatseisenbahn die (nominell) privaten Eisenbahn-Gesellschaften übernommen hatte, baute sie 1891 den großen Rangierbahnhof Osterfeld Süd (später Oberhausen-Osterfeld), der 1905 Ausgangspunkt der Güterstrecke nach Hamm, aber auch für Personenverkehr, wurde. Zeitweise stellte er den „größten Rangierbahnhof Europas“ dar. Vor dem Ersten Weltkrieg gab es in Osterfeld annähernd 2000 Bahn-Bedienstete, von denen ein großer Teil entlang der Strecke zwischen Eisenheim und Vonderort wohnte.

## Sport
Osterfeld ist die Heimat der Fußballvereine Adler Osterfeld, Mitglied der Oberliga Nordrhein von 1998/99 bis 2004/05, und BV Osterfeld, dem Deutschen Amateur-Vizemeister 1960. In Osterfeld wird nicht nur Fußball gespielt, auch zwei Handballvereine wie der HSC Osterfeld und der Turnerbund Osterfeld, betreiben in Osterfeld den sportlichen Wettkampf.
Ein Verein mit zahlreichen Fachabteilungen ist die Sportgemeinschaft Osterfeld (SGO).
Zudem ist in Osterfeld die Pflugbeil Arena beheimatet, in der die Miners Oberhausen Skaterhockey spielen.

## Persönlichkeiten
Söhne und Töchter der Gemeinde und des Stadtbezirks
- Johann Franz Joseph Graf von Nesselrode-Reichenstein (1755–1824), Beamter
- Hermann Imbusch (1877–1914), Gewerkschaftsfunktionär und Politiker (Zentrum)
- Heinrich Imbusch (1878–1945), Gewerkschaftsführer und Politiker (Zentrum)
- Josef Ernst (1882–1959), Geschäftsmann und Politiker
- Theodor Buttenbruch (1886–1944), Steyler Missionar und Märtyrer
- Friedrich Peppmüller (1892–1972), Politiker (NSDAP)
- Daniela Krein (1897–1986), Ordensschwester und Schriftstellerin
- Walter Creutz (1898–1971), Mediziner (Psychiater)
- Fritz Hartmann (1920–2007), Mediziner, Begründer der wissenschaftlichen Rheumatologie
- Alfred Van Loen (1924–1993), Künstler, der in den Vereinigten Staaten gelebt hat
- Hans Wagner (1934–1993), Sozialarbeiter, Politiker (CDU), MdL Nordrhein-Westfalen
- Ludger Schepers (* 1953), Weihbischof im Bistum Essen
- Gerburg Jahnke (* 1955), Kabarettistin und Regisseurin
- Peter Johannes Droste (* 1959), Gymnasiallehrer und Hochschuldozent